# 波皮夫卡 (利波韋茨區)
49°8′54″N 29°2′40″E / 49.14833°N 29.04444°E
波皮夫卡（烏克蘭語：Попівка），是烏克蘭的村落，位於該國西南部文尼察州，由文尼察區負責管轄，始建於1800年，面積1.68平方公里，海拔高度252米，2001年人口485，人口密度每平方公里288.86人。

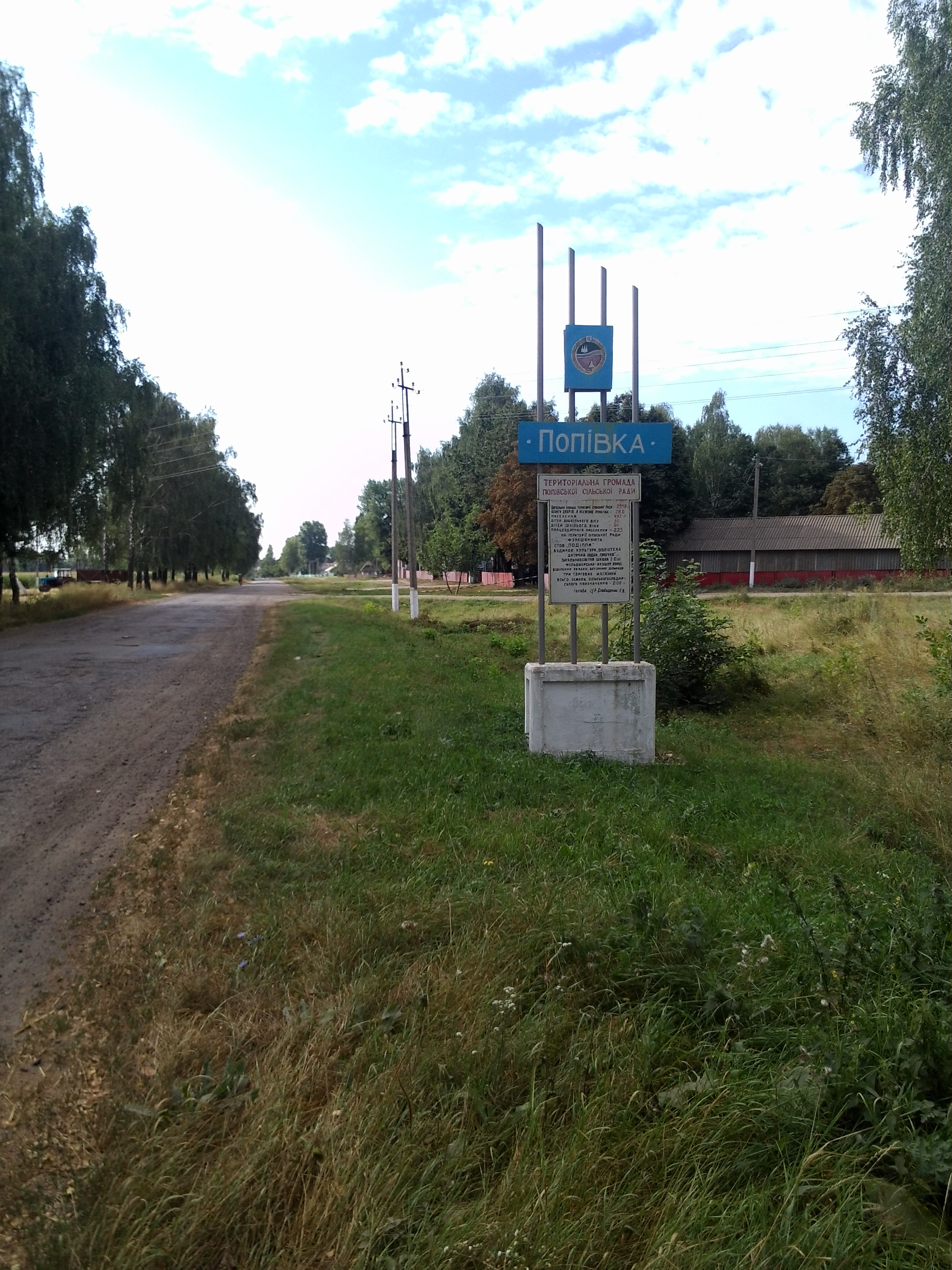
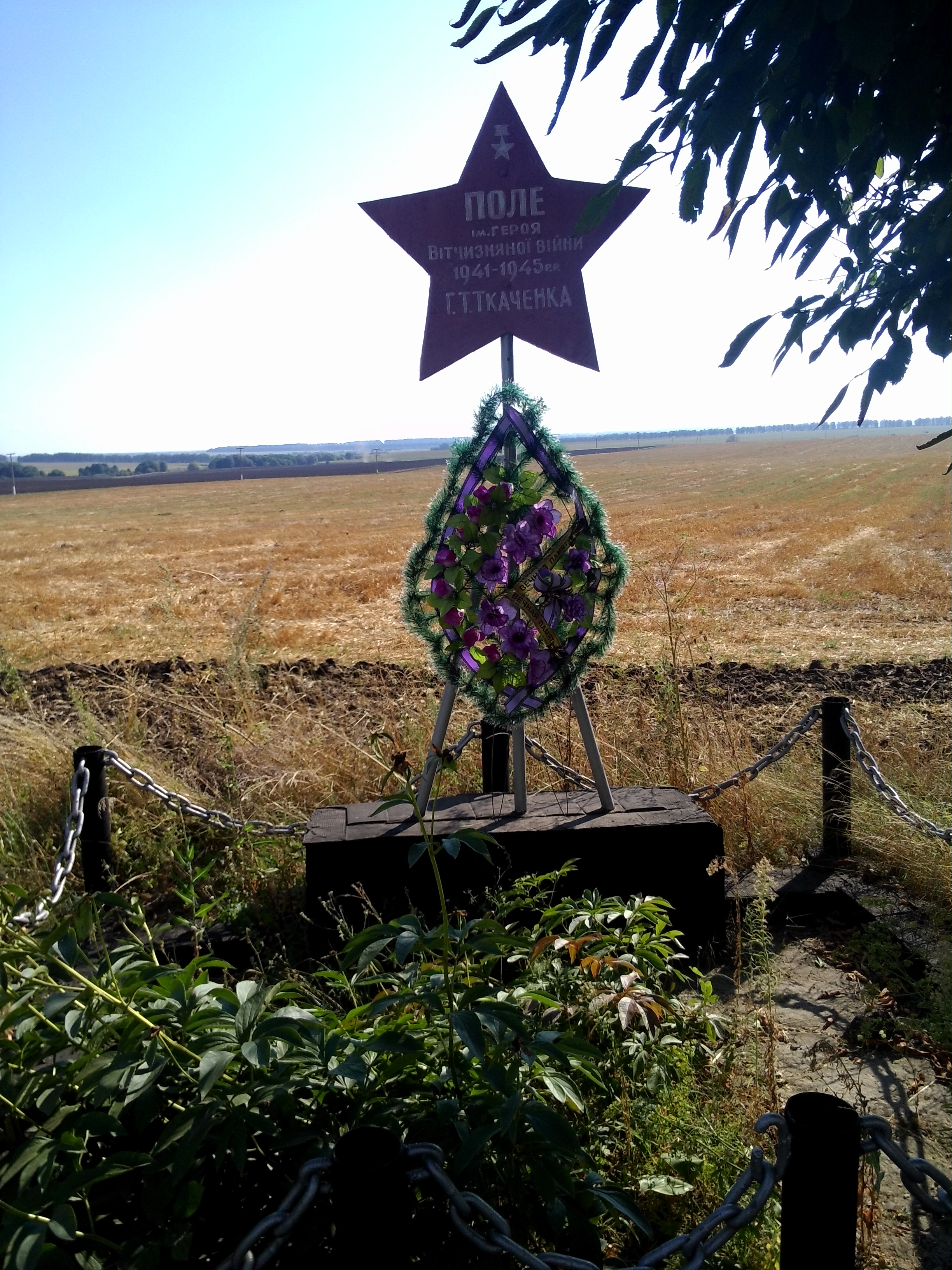
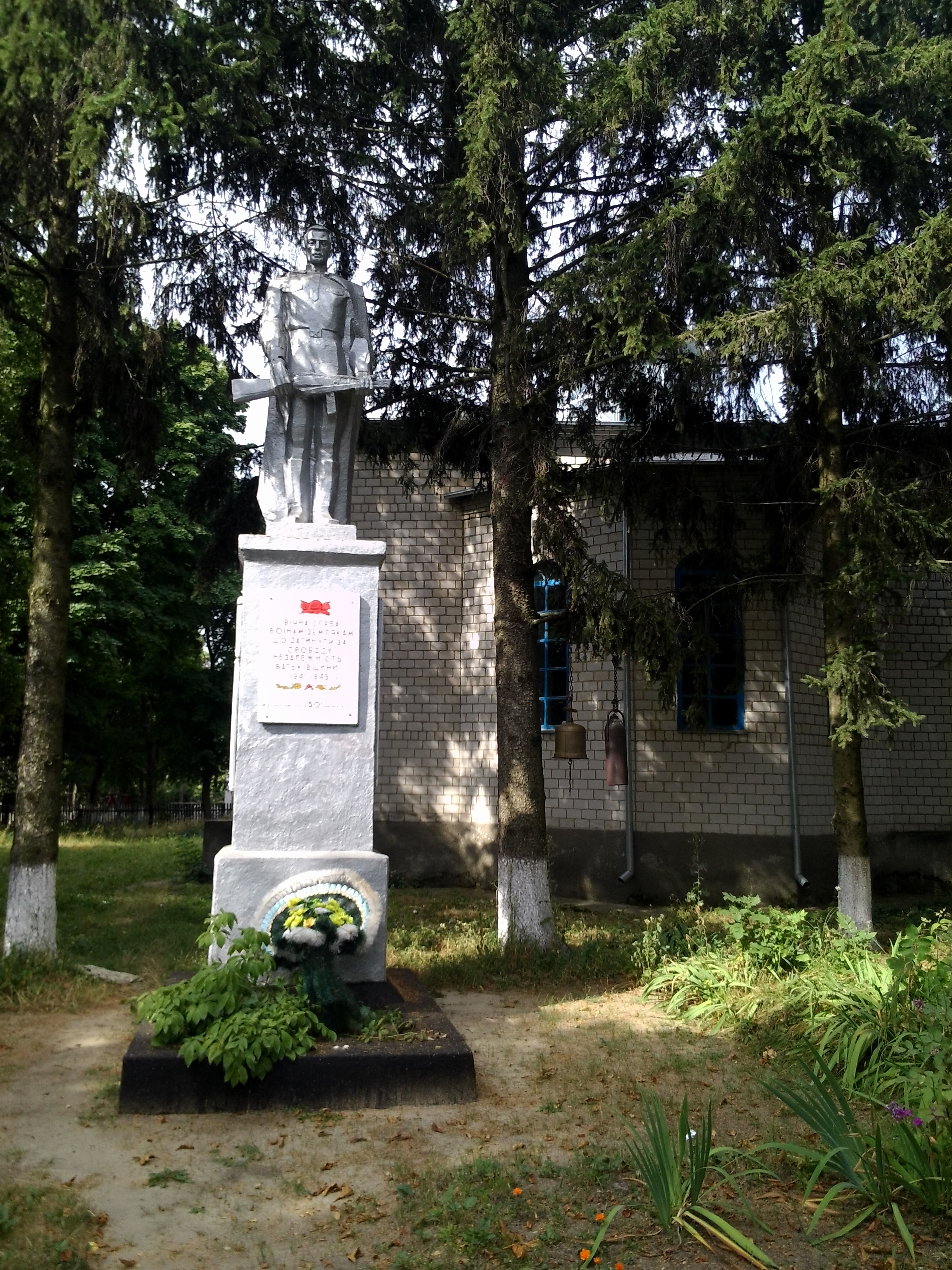
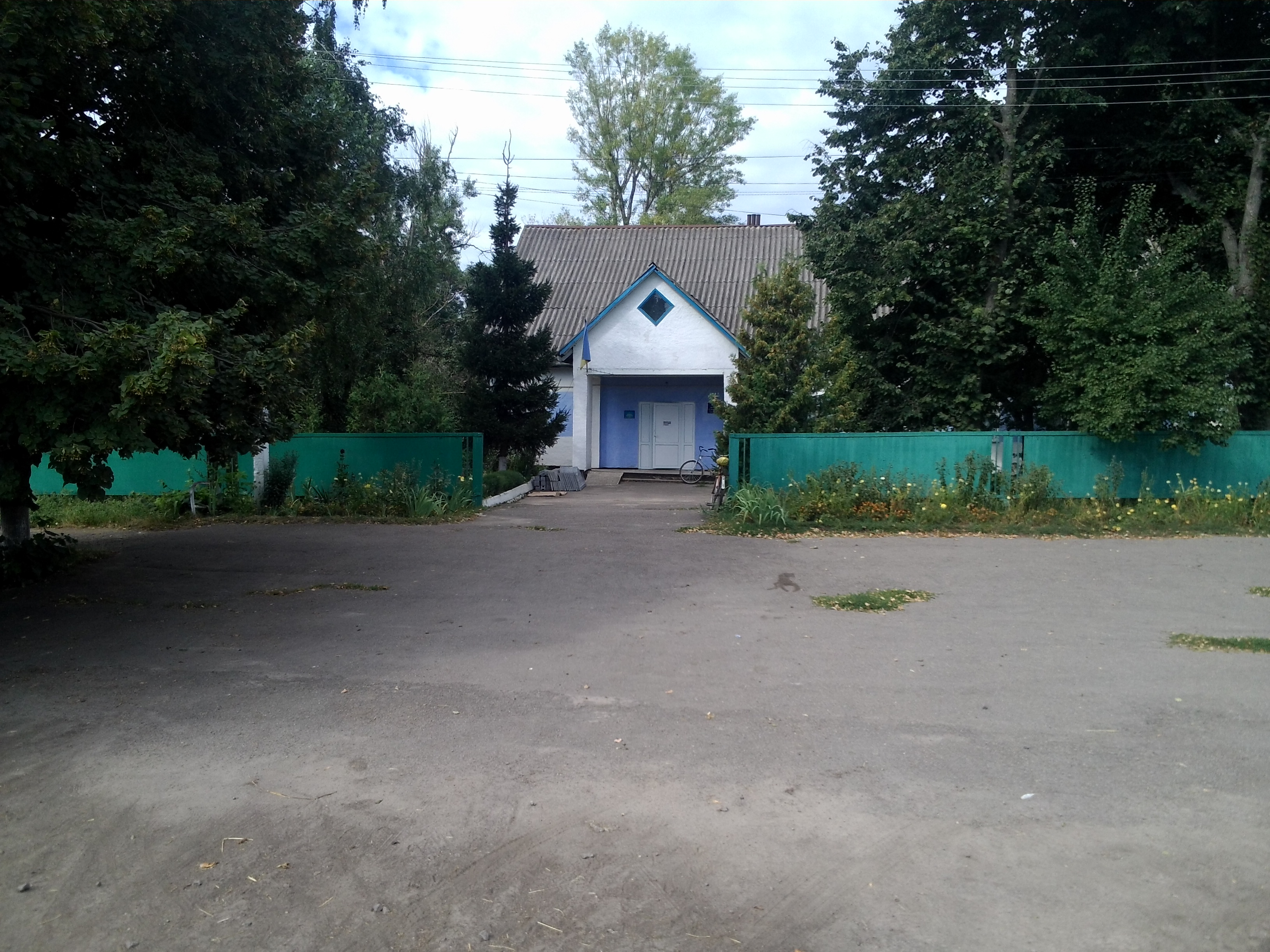
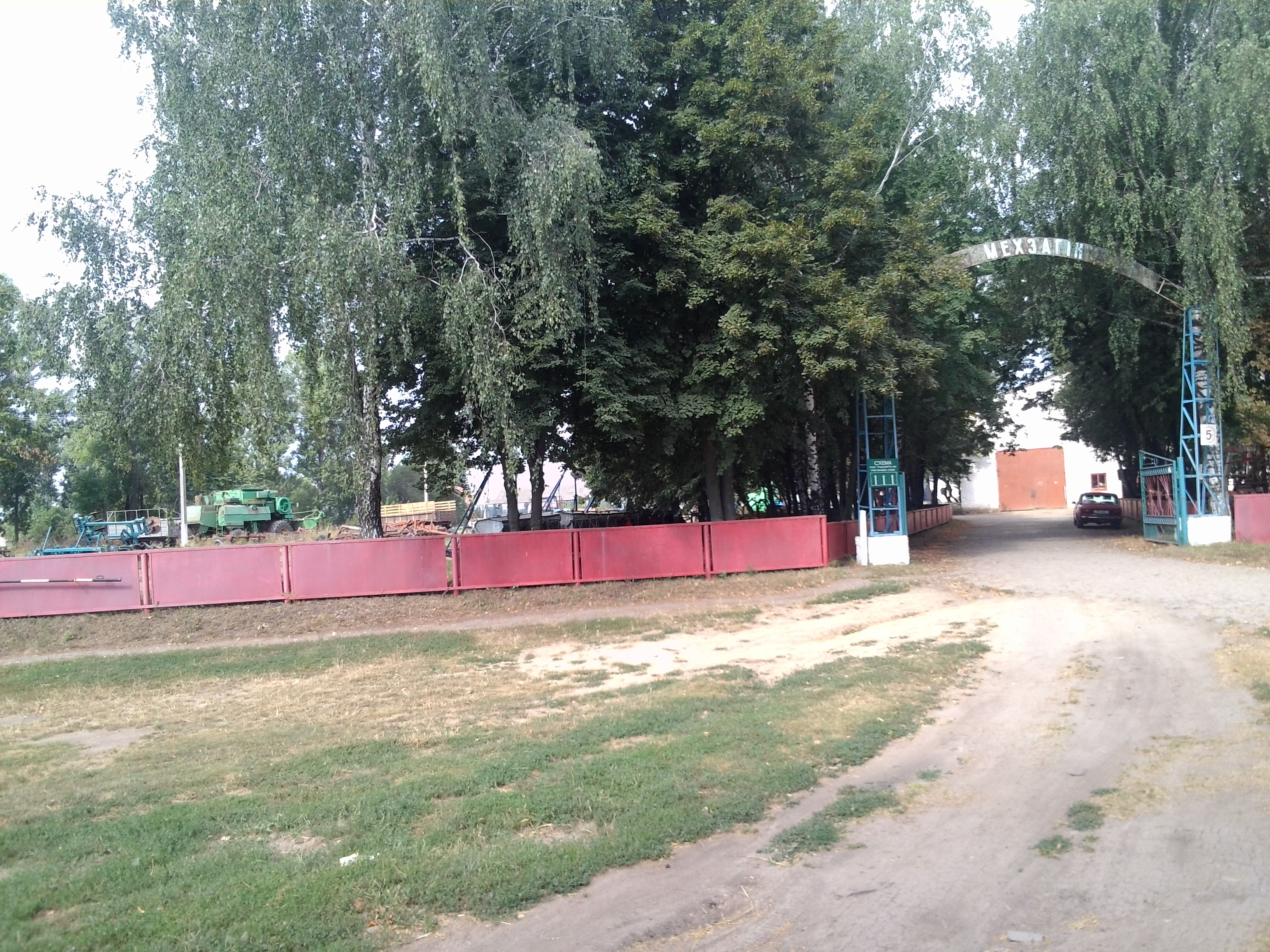
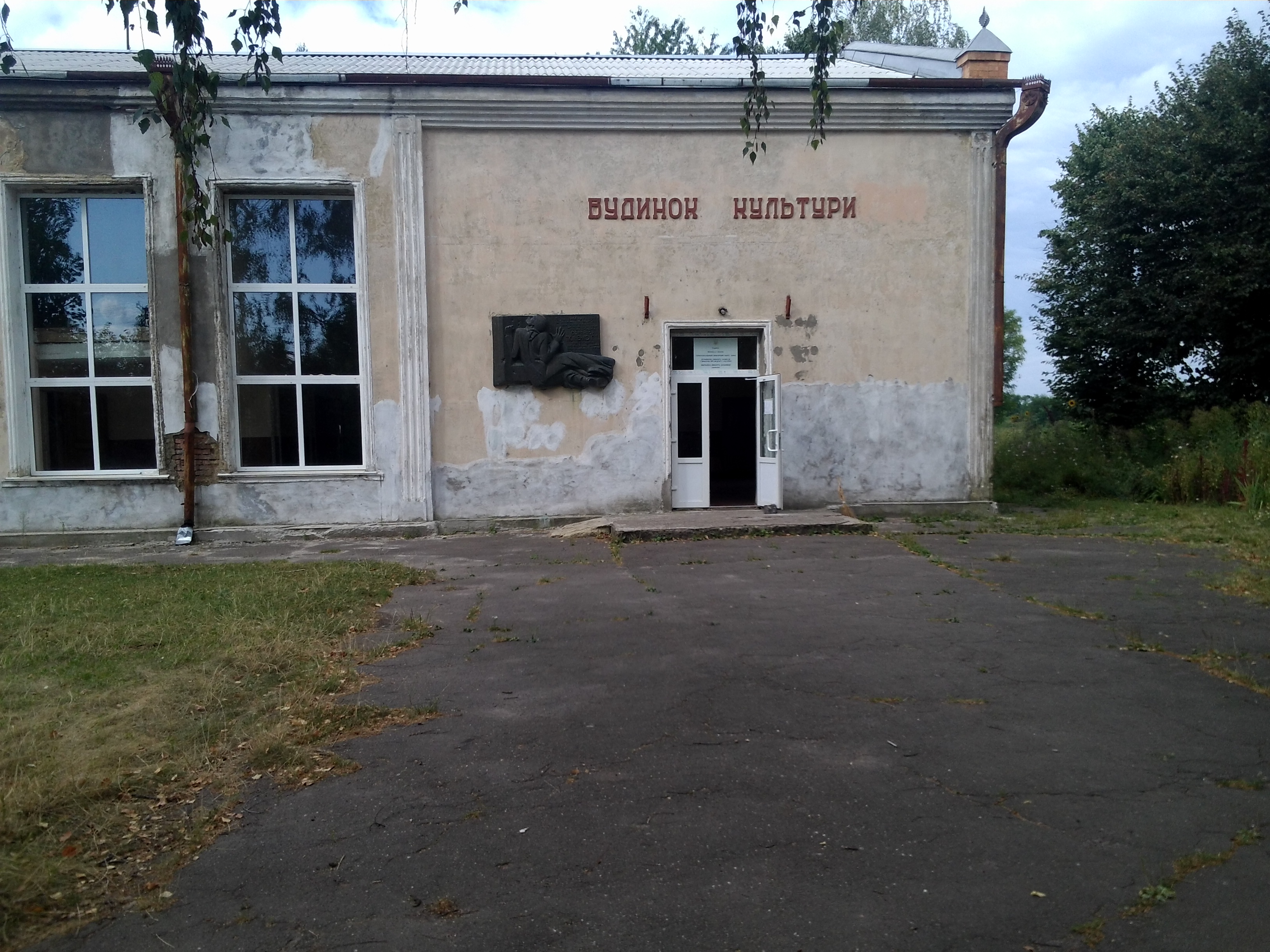
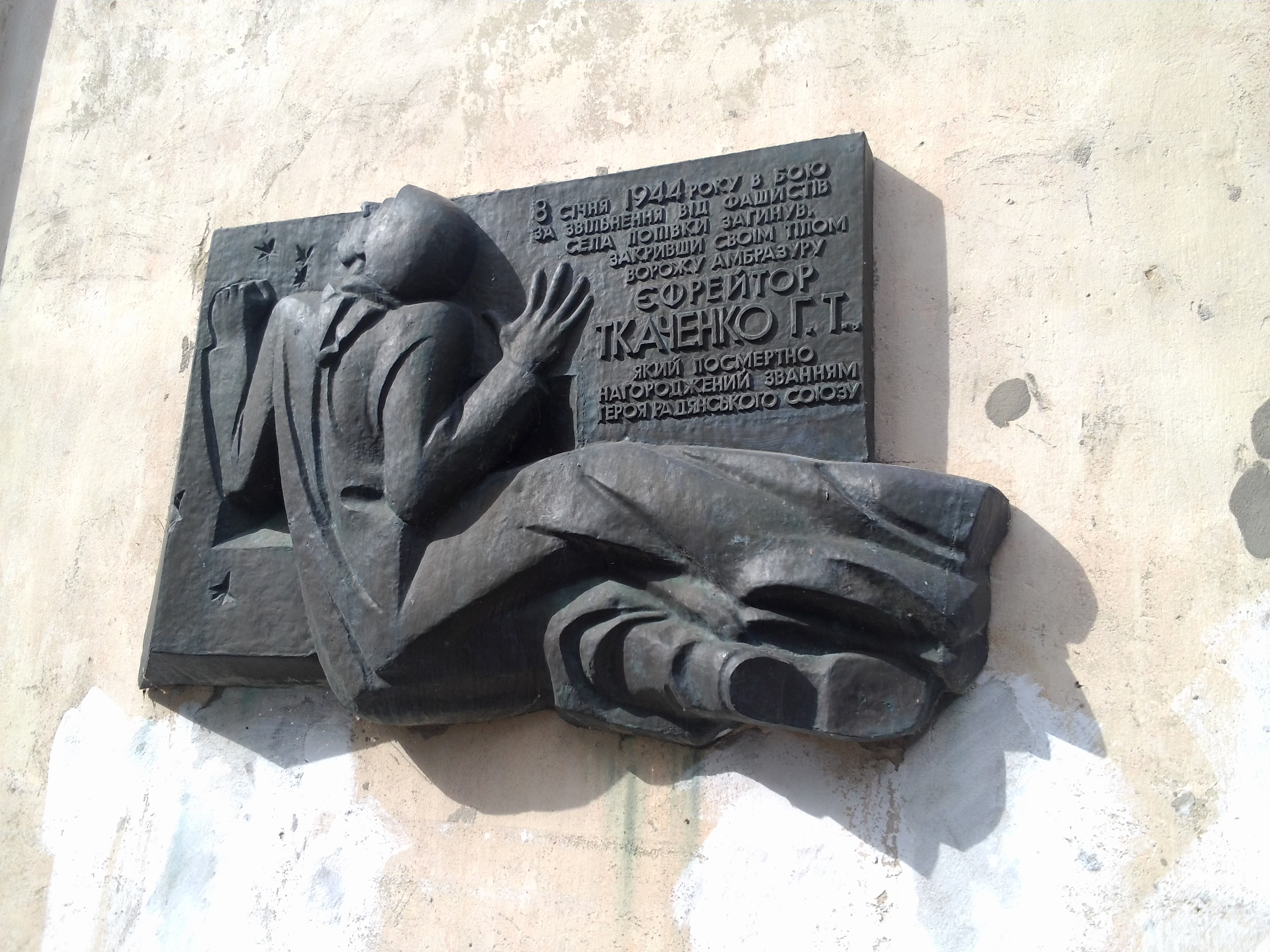
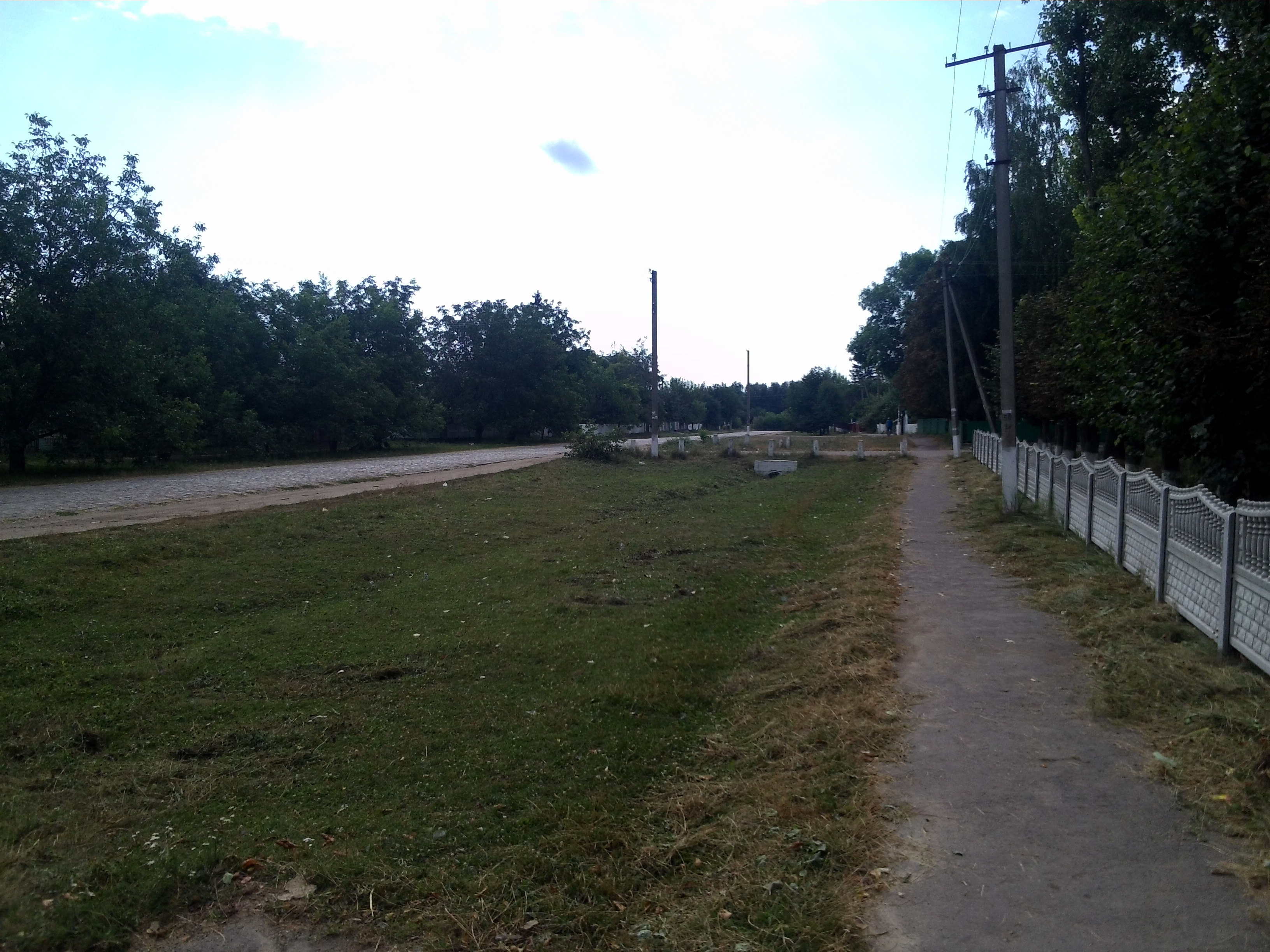
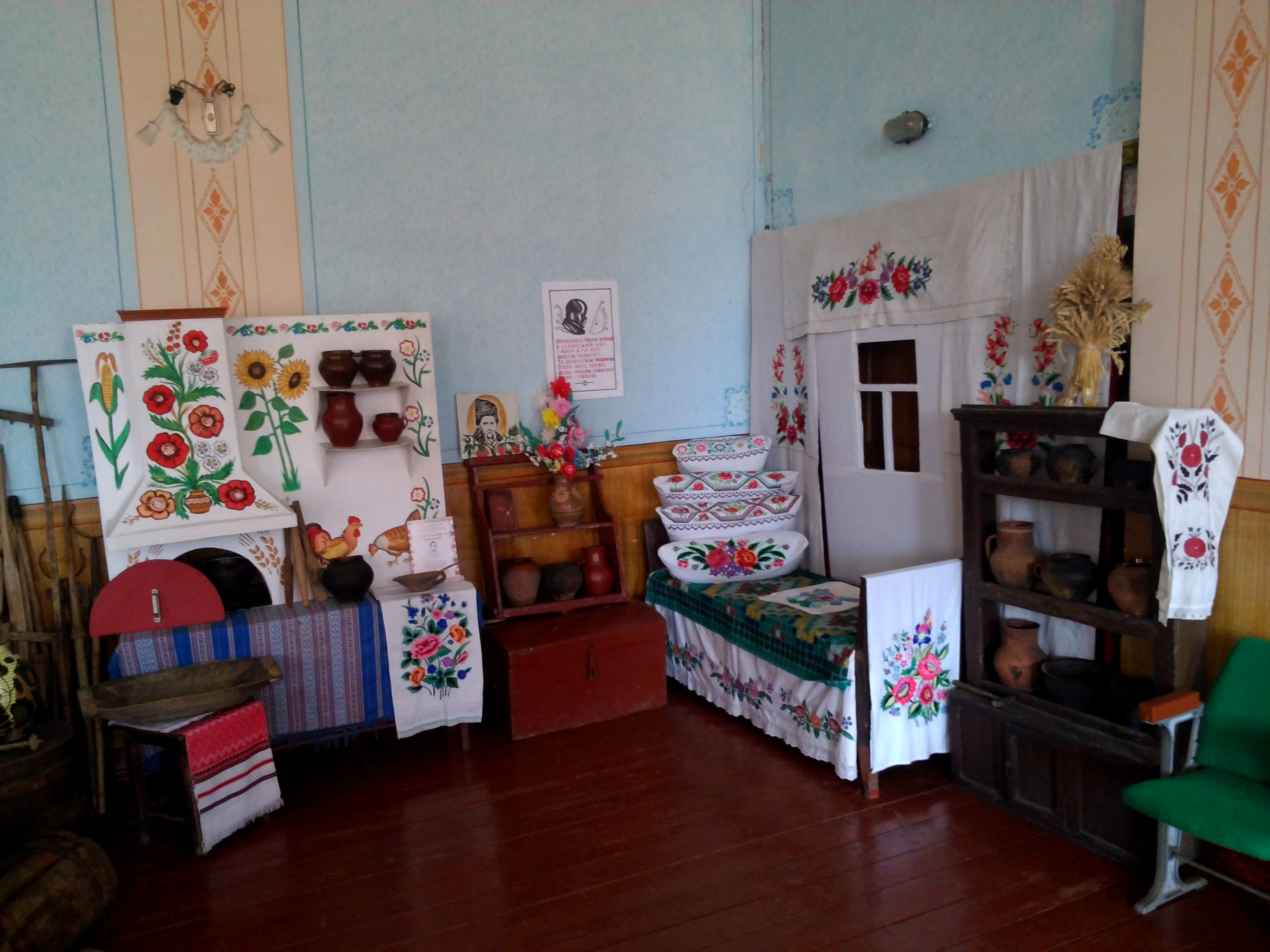
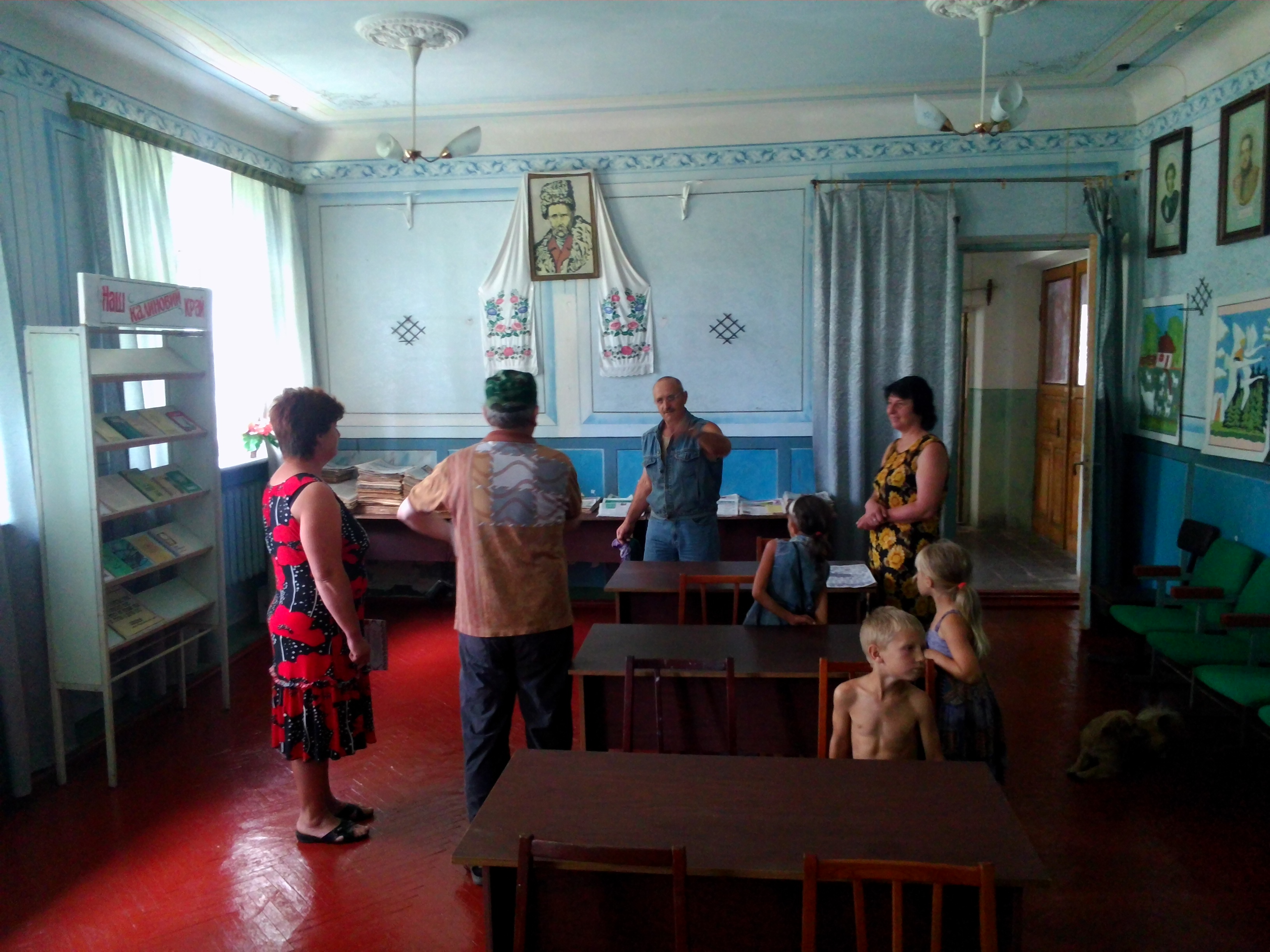
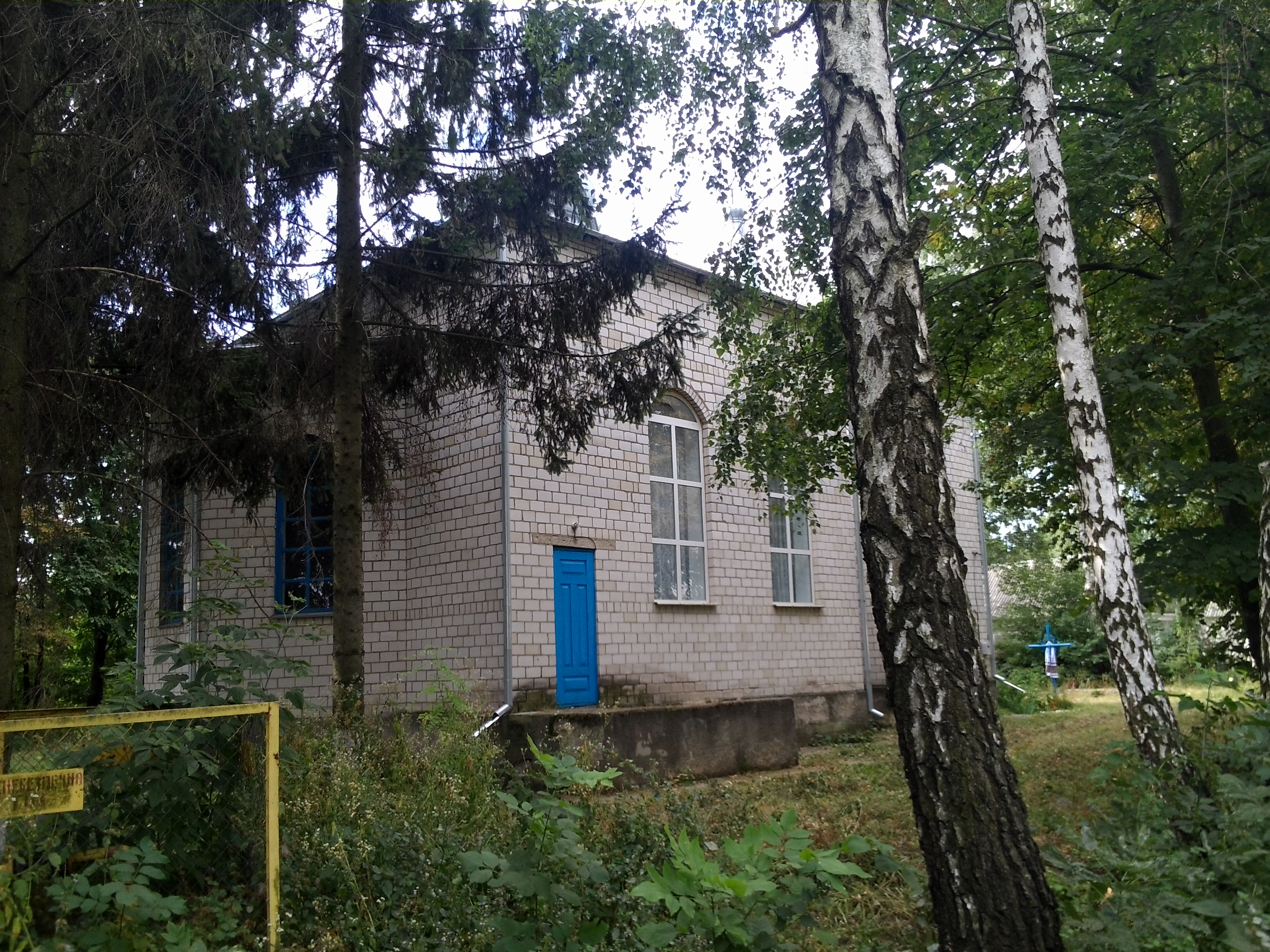
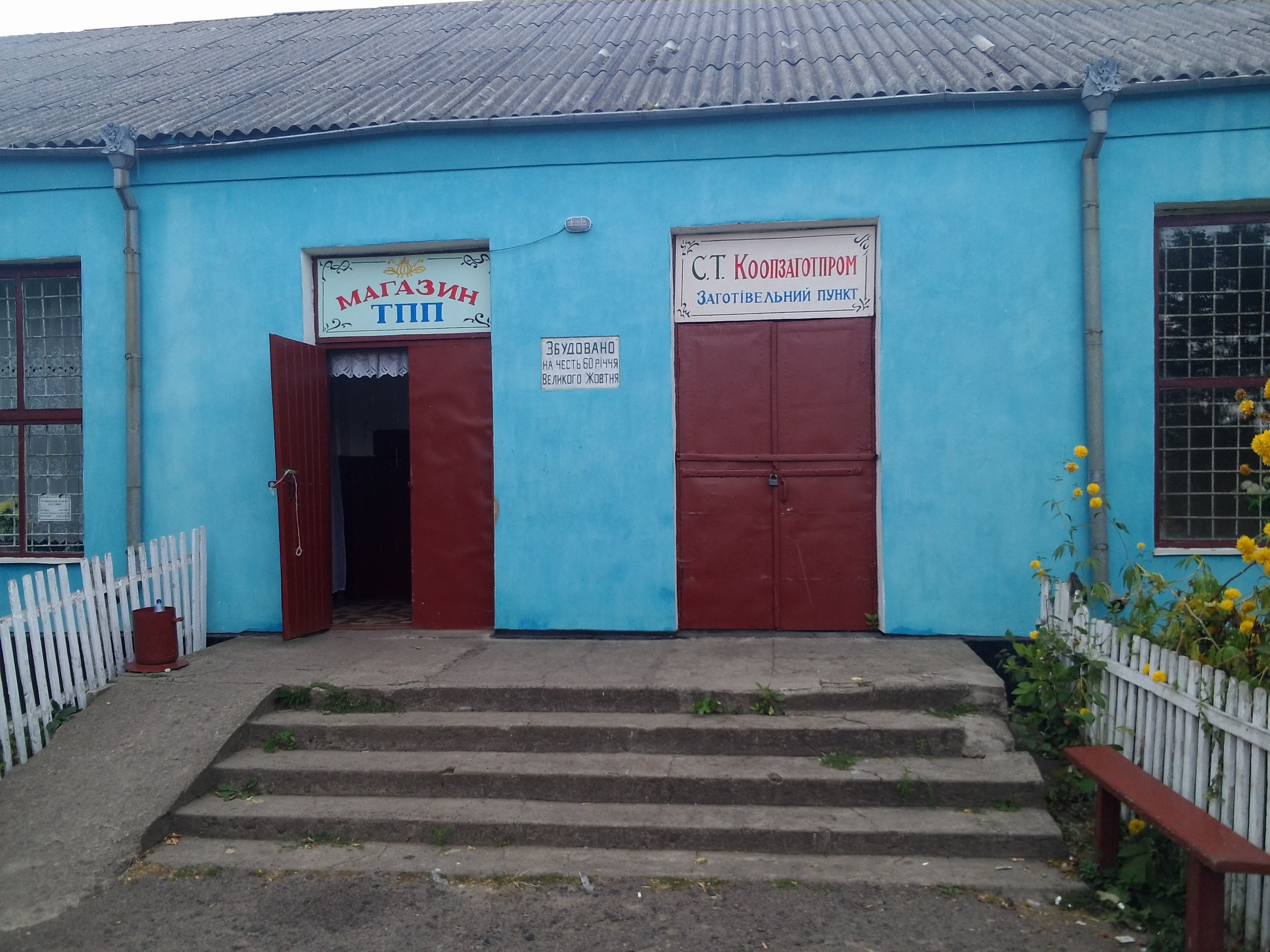